# Arabella Vaals
Arabella Doralina Vaals (Engels: Arabella Doreen Figg) is een personage uit de Harry Potterboekenreeks van Joanne Rowling. Mevrouw Vaals is een zogenaamde Snul, iemand die in een tovenaarsgezin is geboren maar zelf niet kan toveren.
Mevrouw Vaals woont naast de Duffelingen en Harry Potter. Wanneer de Duffelingen op pad gaan wordt Harry naar Mevrouw Vaals gestuurd. Daar heeft hij nooit echt veel zin in omdat het in haar huis naar bloemkool stinkt en mevrouw Vaals Harry altijd foto's laat zien van haar katten. Haar katten heten Poekie, Witje, Pootjes, Meneer Tippel en Pluimpje.
Pas in het vijfde boek komen Harry en de lezers erachter dat Vaals een Snul is en dus weet van het bestaan van de Toverwereld. (Hoewel dit heel even wordt gehint in het vierde boek wanneer Perkamentus haar naam noemt.) Mevrouw Vaals is een lid van de Orde van de Feniks en de laatste 15 jaar was het haar taak om op Harry Potter te letten. Hoewel het altijd leek alsof ze tegen zichzelf praatte, waren er vaak andere leden van de Orde onzichtbaar bij haar, en haar katten begrijpen mensentaal. Waarschijnlijk omdat ze deels Kwistel zijn, een  fabeldier met het uiterlijk van een kat. Ze gebruikt haar katten om op Harry te letten.
Wanneer Harry en zijn neefje Dirk buiten in een steegje in Klein Zanikem worden aangevallen door twee Dementors is zij daar getuige van. Harry gebruikt bij deze aanval zijn toverstaf en moet daarom verschijnen voor de Wikenweegschaar, de tovenaarsrechtbank, wegens ongeoorloofd spreukgebruik door een minderjarige. Tijdens dit proces treedt Vaals op als getuige en zorgt ervoor dat Harry wordt vrijgesproken.